# Сафоновский сельский совет (Путивльский район)
Сафоновский сельский совет (укр. Сафонівська сільська рада) — входит в состав
Путивльского района
Сумской области
Украины.
Административный центр сельского совета находится в
с. Сафоновка
.

## Населённые пункты совета
- с. Сафоновка
- с. Зозулино
- с. Кардаши
- с. Красное
- с. Пруды
- с. Селезневка
- с. Спадщина